# Åbytorp
Åbytorp is een plaats in de gemeente Kumla in het landschap Närke en de provincie Örebro län in Zweden. De plaats heeft 746 inwoners (2005) en een oppervlakte van 114 hectare.

## Verkeer en vervoer
Bij de plaats lopen de E20/Riksväg 50 en Riksväg 52.